# Моят любим марсианец
„Моят любим марсианец“ (на английски: My Favorite Martian) е американска научнофантастична комедия от 1999 г. на режисьора Доналд Петри, по сценарий на Шери Стонър и Деана Оливър. Базиран е на едноименния сериал от 1960-те години. Във филма участват Кристофър Лойд, Джеф Даниълс, Дарил Хана, Елизабет Хърли, Уолъс Шоун, Уейн Найт и Рей Уолстън.